# Kennebecasis Island
Kennebecasis Island är en ö i Kanada.   Den ligger i countyt Kings County och provinsen New Brunswick, i den sydöstra delen av landet, 700 km öster om huvudstaden Ottawa. Arean är 4,6 kvadratkilometer.
Terrängen på Kennebecasis Island är platt. Öns högsta punkt är 60 meter över havet. Den sträcker sig 3,1 kilometer i nord-sydlig riktning, och 3,6 kilometer i öst-västlig riktning.
Runt Kennebecasis Island är det i huvudsak tätbebyggt.